# آندره باریتو
آندره باریتو (به پرتغالی: André de Paulo Barreto) هافبک اهل برزیل است که در شهر ریودو ژانیرو و در تاریخ ۶ اوت ۱۹۷۹ به دنیا آمده‌است.
آندره باریتو در تیم‌های فوتبال Bangu سابقهٔ حضور دارد.